# Aeroportul Madrid-Torrejón
Aeroportul Madrid-Torrejón (IATA: TOJ, ICAO: LETO) este un aeroport din Torrejón de Ardoz, Madrid, Spania ce deservește zona Madrid. Aeroportul a fost tranzitat în 2013 de 1.970 de pasageri.
Situat la o altitudine de 618 m, aeroportul dispune de o singură pistă.